# رادیکال (فیلم)
رادیکال (انگلیسی: Radical) فیلمی آمریکایی در سبک تریلر و اکشن است که هنوز منتشر نشده‌است. از بازیگران آن می‌توان به تام سایزمور اشاره کرد.